# 首席非官守議員
首席非官守議員（しゅせきひかんしゅぎいん、英語: Senior Unofficial Member）は、イギリスの一般的な植民地において、行政機関および立法機関の中で最も経験が長く、最も地位が高い議員に与えられる職称である。イギリス植民地期香港では、行政局または立法局において最も経験が長く地位の高い非官守議員を指し、それぞれ「行政局首席非官守議員」または「立法局首席非官守議員」と称された。首席非官守議員に任命される人物は、一般的に植民地政府から非常に信頼されている人物であり、行政局および立法局において他の非官守議員を率いる役割を担っていた。また、彼らは総督にとって両局内での主要な諮問相手であり、会議では優先的に発言する権利を持つほか、両局の非官守議員を代表して挨拶や発言を行うこともあった。

## 沿革
香港では早くも1843年に行政局および立法局が設立され、当初は総督が当然主席を務め、他に当然官守議員および委任官守議員の席が設けられていた。しかし、両局には住民を代表する議席が設けられておらず、これが長らく批判の対象となっていた。1850年になって初めて、香港政庁は立法局議員として2名の商人を委任した。このうちジャーディン・マセソン商会のデイヴィッド・ジャーディンは、香港史上初の立法局首席非官守議員となった。一方、行政局における初の首席非官守議員は、1896年にサー・ポール・チャーターが行政局に任命されたことで初めて誕生した。
伝統的に、行政局首席非官守議員は立法局首席非官守議員よりもはるかに重要とされてきたため、行政局首席非官守議員の任期は一般的に立法局首席非官守議員よりも長かった。第二次世界大戦前を例に挙げると、行政局首席非官守議員を務めたのはわずか3人であったが、同時期に立法局首席非官守議員を務めたのは4人にであった初期の両局の議員は全員ヨーロッパ系で構成されていたが、後には徐々に華人が両局議員に任命されるようになった。歴史上、初めて立法局首席非官守議員を務めた華人は何啓爵士であり、彼は1906年から1914年までその職に就いた。一方、正式に行政局首席非官守議員を務めた初の華人は周埈年爵士であり、1953年から1959年までその職に就任していた。ただし、周埈年爵士の以前には周寿臣爵士が1928年に行政局首席非官守議員を代理で務めたことがある。
かつての行政局首席非官守議員は、一般的にイギリス王室から爵位を授与されることが多かったが、立法局首席非官守議員は必ずしもそうではなかった。このことからも、行政局首席非官守議員の方が植民地政府から重視されていたことがうかがえる。通常、戦前の行政局および立法局の首席非官守議員の任期は約4～5年であり、任期満了後に再任されることも可能であった。ただし、彼らは両局内で最も経験の長い議員であったため、任期を終えると非官守議員として留任することはほとんどなく、引退することが一般的であった。
1985年、香港立法局に間接選挙が初めて導入されたことを受け、外部に混乱を与えないよう、当時の総督サー・エドワード・ユードは行政局および立法局の首席非官守議員の職名を、それぞれ「行政局首席議員」と「立法局首席議員」に変更すると発表した。行政局首席議員の職位は1997年の香港返還後も引き継がれ、職名は「行政会議召集人」に改められた。しかし、立法局は1991年に初めて直接選挙を導入し、選挙によって選ばれた議員の人数が委任議員の人数を上回ることとなった。この結果、民選議員たちは首席議員の指示に従うことを拒むようになり、当時の立法局首席議員であった李鵬飛は議員の意見をまとめることの困難さを実感し、民選議員との対立も頻発した。最終的に李鵬飛は1992年にデイヴィッド・ウィルソン総督宛に辞任を申し出、立法局首席議員の職位は歴史上のものとなった。
ちなみに、植民地時代には市政局にも首席非官守議員の職が存在していた。この職の役割は、行政局および立法局の首席非官守議員に類似していたが、その地位は両局の首席非官守議員よりも低かった。

## 行政局・立法局の統計
香港の植民地時代の歴史において、立法局の首席非官守議員を務めた者は26人、行政局の首席非官守議員を務めた者は11人である。その中で、サー・ポール・チャーター、サー・ヘンリー・ポロック、周埈年爵士、周錫年爵士、簡悦強爵士、鍾士元爵士、鄧蓮如女男爵の7名は、立法局および行政局の両方で首席非官守議員を務めた経験を持つ。
立法局において、最も長期間在任した首席非官守議員はサー・ヘンリー・ポロックとフィニアス・ライリーであり、それぞれ24年と22年にわたってこの職を務めた。一方で、最も短期間であったのはジョージ・ライアル、ジョン・デント、郭賛の3名であり、いずれも約1年間のみこの職を務めた。この中で、鄧蓮如女男爵はこの職に就いた唯一の女性であり、ドゥン・ラトンジーは唯一のパールシー、サー・ロジャー・ロボは唯一のポルトガル人（マカエンセ）であった。
行政局において、最も長期間在任した首席非官守議員はサー・ポール・チャーターで、その在任期間は30年に及ぶ。一方で、最も短期間であったのはサー・シドニー・ゴードンとジョン・ジョンストン・パターソンであり、いずれも在任期間が1年未満であった。鄧蓮如女男爵は、行政局首席非官守議員に就任した初の女性である。また、行政局および立法局を通じて、サー・ポール・チャーターは在任中に死去した唯一の首席非官守議員であり、周埈年爵士と周錫年爵士の二人は、同一家族から出た唯一の首席非官守議員である。

## 行政局首席非官守議員
| 代                                                                                              | 肖像 | 行政局首席非官守議員 | 任期開始      | 任期終了                                 |
| ----------------------------------------------------------------------------------------------- | ---- | --- | ------------- | ---------------------------------------- |
| 1                                                                                               |      | ポール・チャーター （Catchick Paul Chater） （遮打） 1900年から1906年にかけて立法局首席非官守議員を兼任 後にナイトに叙爵 在任中に死去              | 1896年        | 1926年                                   |
| 2                                                                                               |      | サー・ヘンリー・ポロック （Sir Henry Pollock） （普樂爵士） 同時に立法局首席非官守議員を兼任 1928年9月から12月にかけて、事故により周寿臣爵士が代行 | 1926年        | 1941年12月                               |
| 香港淪陥。「日本占領期の香港」を参照                                                            |      | |               |                                          |
| a                                                                                               |      | サー・ヘンリー・ポロック （Sir Henry Pollock） （普樂爵士）                                                                                        | 1941年12月    | 1946年3月                                |
| b                                                                                               |      | ジョン・ジョンストン・パターソン （J. J. Paterson） （百德新、柏德遜）                                                                             | 1946年3月     | 1946年4月                                |
| c                                                                                               |      | サー・ロバート・コートウォール （Sir Robert Kotewall） （羅旭龢） 日本軍政期には華民代表会主席                                                     | 1946年4月     | 1946年5月                                |
| イギリス臨時軍政府が解散、民政回復                                                              |      | |               |                                          |
| 3                                                                                               |      | アーサー・モース （Arthur Morse） （摩士） 後にナイトに叙爵                                                                                        | 1946年5月     | 1953年                                   |
| 4                                                                                               |      | 周埈年（Chau Tsun-Nin） 元は立法局首席非官守議員 後にナイトに叙爵                                                                                  | 1953年        | 1959年                                   |
| 5                                                                                               |      | 周錫年（Chau Sik-Nin） 元は立法局首席非官守議員 後にナイトに叙爵                                                                                   | 1959年        | 1962年                                   |
| 6                                                                                               |      | アルベルト・ロドリゲス （Albert Rodrigues） （羅理基） 後にナイトに叙爵                                                                            | 1962年        | 1974年                                   |
| 7                                                                                               |      | 簡悦強爵士 （Sir Yuet-Keung Kan） 元は立法局首席非官守議員                                                                                         | 1974年        | 1980年3月                                |
| 8                                                                                               |      | サー・シドニー・ゴードン （Sir Sidney Gordon） （高登爵士）                                                                                        | 1980年3月     | 1980年8月                                |
| 9                                                                                               |      | 鍾士元爵士 （Sir Sze-Yuen Chung） 元は立法局首席非官守議員                                                                                         | 1980年8月     | 1988年                                   |
| 10                                                                                              |      | 鄧蓮如 （Lydia Dunn） 元は立法局首席議員 後に女男爵に叙爵                                                                                          | 1988年        | 1995年                                   |
| 11                                                                                              |      | 王䓪鳴博士 （Dr. Rosanna Wong Yick-ming） 後にナイトに叙爵（デイム）                                                                               | 1995年        | 1997年                                   |
| 1997年香港返還後、行政会議召集人へ                                                              |      | |               |                                          |
| 12                                                                                              |      | 鍾士元爵士 （Sir Sze-Yuen Chung） | 1997年7月1日  | 1999年6月30日（引退）                    |
| 13                                                                                              |      | 梁振英 （Leung Chun-ying） | 1999年7月1日  | 2002年6月30日                            |
| 2002年、主要官員問責制導入後一時的に廃止。 その後2005年より行政会議非官守議員召集人として再設置 |      | |               |                                          |
| 14                                                                                              |      | 梁振英 （Leung Chun-ying） 後に香港特別行政区行政長官                                                                                              | 2005年11月1日 | 2011年10月3日 （行政長官選挙参戦のため） |
| 15                                                                                              |      | 夏佳理 （Ronald Arculli） | 2011年10月3日 | 2012年6月30日                            |
| 16                                                                                              |      | 林煥光 （Lam Woon-kwong） | 2012年7月1日  | 2017年6月30                              |
| 17                                                                                              |      | 陳智思 （Bernard Charnwut Chan） （ชาญวุฒิ โสภณพนิช）                                                                                                 | 2017年7月1日  | 2022年6月30日                            |
| 18                                                                                              |      | 葉劉淑儀 （Regina Ip Lau Suk-yee） | 2022年7月1日  | （在任中）                               |

## 立法局首席非官守議員
| 代                                   | 肖像 | 立法局首席非官守議員 | 任期開始 | 任期終了 |
| ------------------------------------ | ---- | --- | -------- | -------- |
| 1                                    |      | デイヴィッド・ジャーディン （David Jardine） （大衛・渣甸） | 1850年   | 1857年   |
| 2                                    |      | ジョセフ・ジャーディン （Joseph Jardine） （若瑟・渣甸） | 1857年   | 1860年   |
| 3                                    |      | ジョージ・ライアル （George Lyall） （喬治・萊爾） | 1860年   | 1861年   |
| 4                                    |      | アレキサンダー・パーシヴァル （Alexander Perceval） （波斯富） | 1861年   | 1864年   |
| 5                                    |      | フランシス・チョムリー （Francis Chomley） （孔萊、法蘭西斯・喬姆利）                                                                                                   | 1864年   | 1866年   |
| 6                                    |      | ジョン・デント （John Dent） （約翰・顛地） | 1866年   | 1867年   |
| 7                                    |      | ヒュー・ボルド・ギブ （Hugh Bold Gibb） （吉普） | 1867年   | 1870年   |
| 8                                    |      | フィニアス・ライリー （Phineas Ryrie） （賴里） | 1870年   | 1892年   |
| 9                                    |      | エマニュエル・ラファエル・ベリリオス （Emanuel Raphael Belilios） （庇理羅士）                                                                                          | 1892年   | 1900年   |
| 10                                   |      | ポール・チャーター （Catchick Paul Chater） （遮打） 立法局首席非官守議員を兼任 後にナイトに叙爵                                                                        | 1900年   | 1906年   |
| 11                                   |      | 何啓（Dr. Ho Kai） （何啟醫生） 後にナイトに叙爵 | 1906年   | 1914年   |
| 12                                   |      | 韋玉（Wei A. Yuk） 別名：韋寶珊 後にナイトに叙爵 | 1914年   | 1917年   |
| 13                                   |      | ヘンリー・ポロック （Henry Pollock） （普樂） 1926年から1941年にかけて行政局首席非官守議員を兼任 1928年9月から12月にかけて、事故により周寿臣爵士が代行 後にナイトに叙爵 | 1917年   | 1941年   |
| 香港淪陥。「日本占領期の香港」を参照 |      | |          |          |
| 14                                   |      | デイヴィッド・フォーチューン・ランデール （D. F. Landale） （蘭杜、蘭蒂爾）                                                                                             | 1946年   | 1950年   |
| 15                                   |      | 周埈年（Chau Tsun-Nin） 後に行政局首席非官守議員 後にナイトに叙爵 | 1950年   | 1953年   |
| 16                                   |      | 周錫年（Chau Sik-Nin） 後に行政局首席非官守議員 後にナイトに叙爵 | 1953年   | 1959年   |
| 17                                   |      | 顔成坤 （Ngan Shing-Kwan） 日本軍政期には華民各界協議会会員 | 1959年   | 1961年   |
| 18                                   |      | 郭賛 （Kwok Chan） 日本軍政期には華民各界協議会会員 | 1961年   | 1962年   |
| 19                                   |      | ドゥン・ラトンジー （Dhun Jehangir Ruttonjee） （鄧律敦治） | 1962年   | 1968年   |
| 20                                   |      | 簡悦強 （Kan Yuet-Keung） 後に行政局首席非官守議員 後にナイトに叙爵 | 1968年   | 1972年   |
| 21                                   |      | 胡百全 （Woo Pak-Chuen） | 1972年   | 1974年   |
| 22                                   |      | 鍾士元 （Chung Sze-Yuen） 後に行政局首席非官守議員 後にナイトに叙爵 | 1974年   | 1978年   |
| 23                                   |      | 張奧偉 （Oswald Victor Cheung） 後にナイトに叙爵 | 1978年   | 1981年   |
| 24                                   |      | ロジャー・ロボ （Roger Lobo） （羅保） 後にナイトに叙爵 | 1981年   | 1985年   |
| 25                                   |      | 鄧蓮如 （Lydia Dunn） 後に行政局首席議員 後に女男爵に叙爵 | 1985年   | 1988年   |
| 26                                   |      | 李鵬飛 （Allen Lee） | 1988年   | 1992年   |
| 1992年、首席議員制度廃止             |      | |          |          |